# Väne-Åsaka landskommun
Väne-Åsaka landskommun var en tidigare kommun i dåvarande Älvsborgs län.

## Administrativ historik
Kommunen bildades  i Åsaka socken i Väne härad i Västergötland när 1862 års kommunalförordningar trädde i kraft. Namnet ändrades den 1 januari 1886 (enligt beslut den 17 april 1885) till Väne-Åsaka landskommun.
Vid kommunreformen 1952 uppgick den i Södra Väne landskommun som 1967 uppgick i Trollhättans stad som 1971 ombildades till Trollhättans kommun. 

## Politik

### Mandatfördelning i Väne-Åsaka landskommun 1938-1946
| 6 | 7 | 2 | 5 |

| 20 |

| 6 | 7 | 2 | 5 |

| 20 |

| 6 | 8 | 3 | 3 |

| 20 |